# Dominick Reyes
Dominick Reyes (ur. 26 grudnia 1989 w Victorville) – amerykański zawodnik mieszanych sztuk walki (MMA) wagi półciężkiej i były futbolista. Aktualnie związany z organizacją Ultimate Fighting Championship (UFC).

## Życiorys
W młodości uprawiał futbol amerykański i zapasy. Ukończył Stony Brook University, uzyskując B.S. w zakresie systemów informatycznych. Podczas studiów w latach 2009–2012 występował w drużynie futbolu amerykańskiego Stony Brook Seawolves, zostając jej kapitanem.
Kiedy Reyes nie dostał się do draftu NFL, zakończył karierę futbolisty i rozpoczął pracę na budowie. Wkrótce później podjął treningi oraz amatorskie walki MMA, osiągając pięć zwycięstw.

## Kariera MMA

### Wczesna kariera
Przed podpisaniem kontraktu z UFC zgromadził amatorski rekord 5-0 i podczas swojej kariery amatorskiej był dwukrotnie mistrzem U MMA.
Przed dołączeniem do UFC Reyes zgromadził zawodowy rekord 6-0. 

### UFC

Reyes w 2017 roku.

W 2017 roku podpisał kontrakt z organizacją Ultimate Fighting Championship i zadebiutował w niej 25 czerwca przeciwko Joachimowi Christensenowi. Reyes wygrał tę walkę przez techniczny nokaut w pierwszej minucie.
6 października 2018 na UFC 229 zmierzył się z Ovincem Saint Preux. Pomimo tego, że był bliski znokautowania rywala ostatecznie pewnie pokonał go na punkty.
16 marca 2019 roku na UFC Fight Night 147 stoczył walkę z Volkanem Oezdemirem. Reyes wygrał tę walkę niejednogłośną decyzją sędziów. 11 przedstawicieli mediów punktowało walkę na korzyść Oezdemira, a 8 mediów dla Reyesa.
18 października 2019 roku w walce wieczoru gali UFC on ESPN 6 zmierzył się z przechodzącym do wagi półciężkiej Chrisem Weidmanem. Wygrał walkę przez nokaut w pierwszej rundzie. To zwycięstwo przyniosło mu nagrodę za występ wieczoru.
Na gali UFC 247 w dniu 8 lutego 2020 roku doszło do jego walki z Jonem Jonesem o pas wagi półciężkiej UFC. Przegrał walkę przez kontrowersyjną jednogłośną decyzją sędziowską, którzy punktowali ten pojedynek w stosunku: 48-47, 48-47 i 49-46 na korzyść Jonesa.
7 września 2020 roku na UFC 253 zmierzył się z Janem Błachowiczem o wakujące mistrzostwo UFC wagi półciężkiej. Przegrał walkę przez techniczny nokaut w drugiej rundzie.
Oczekiwano, że 27 lutego 2021 roku w walce wieczoru gali UFC Fight Night 186 zmierzy się z byłym mistrzem Rizin FF w wadze półciężkiej Jiřím Procházką. Pod koniec stycznia poinformowano, że wycofał się z walki, powołując się na kontuzję. Walkę przełożono na 1 maja. Po dominacji rywala w stójce ostatecznie odniósł trzecią porażkę z rzędu, przegrywając przez nokaut obrotowym łokciem. Doznał obustronnego złamania nosa oraz złamania różnych części obu oczodołów. Pojedynek nagrodzono bonusem za najlepszą walkę wieczoru.
W sierpniu 2022 roku portal MMA Junkie przekazał informację o powrocie Reyesa do oktagonu po półtorarocznej przerwie na galę UFC 281, podczas której zawalczył z Ryanem Spannem. Podczas ważenia Spann ważył ponad limit wagi półciężkiej. Walka przebiegała w umownym limicie wagowym, a Spann został ukarany grzywną w wysokości 20% jego gaży, która trafiła do Reyesa. The Devastator ponownie przegrał walkę przez nokaut, tym razem w pierwszej rundzie.

Oczekiwano, że 20 stycznia 2024 zawalczy z Carlosem Ulbergiem podczas gali UFC 297: Strickland vs. du Plessis, jednak pod koniec grudnia 2023 roku poinformowano, że starcie zostało odwołane z powodu kontuzji Nowozelandczyka. Konfrontacja Reyesa z Ubergiem została przełożona na 30 marca 2024 podczas wydarzenia UFC na ESPN 54. Ostatecznie ponownie do walki nie doszło, tym razem przez wycofanie się Reyesa.

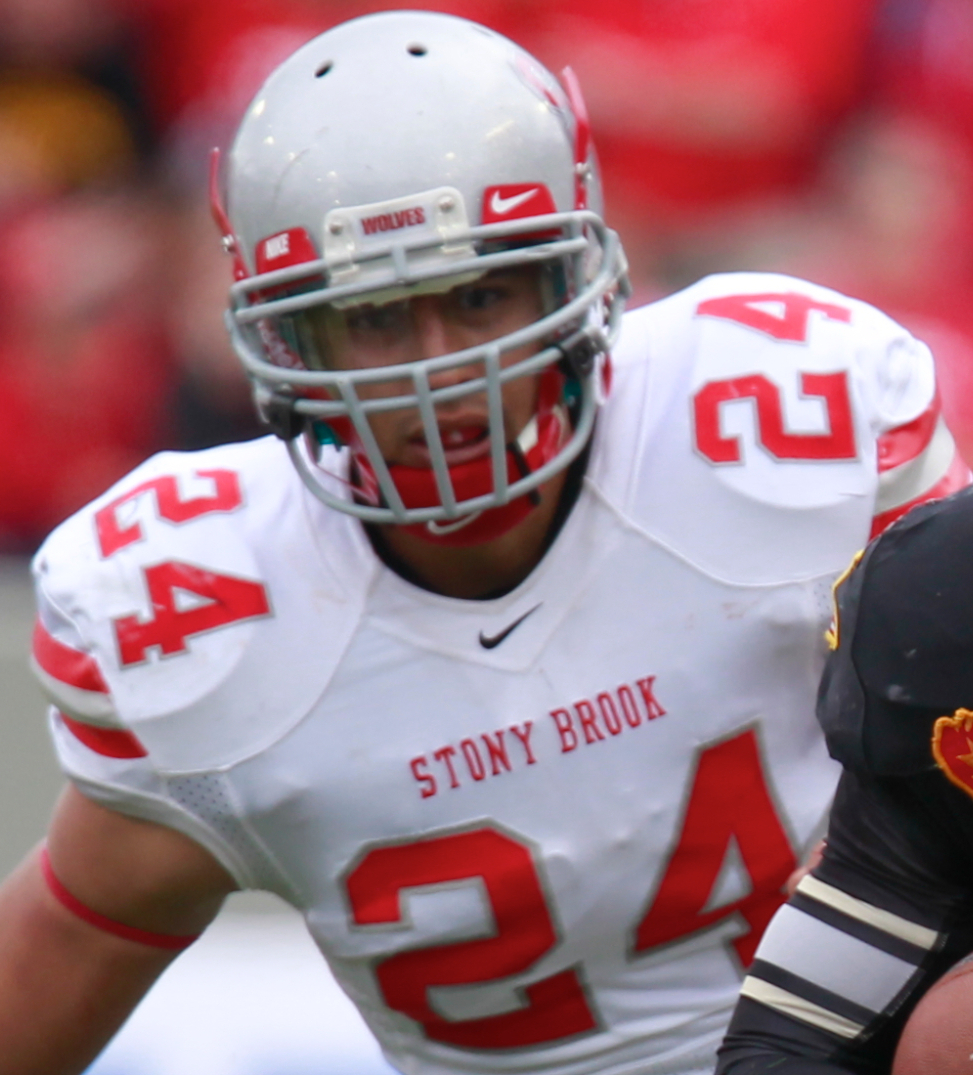
Reyes grający w futbol amerykański w 2012 roku.

8 czerwca 2024 w Louisville na gali UFC Fight Night: Cannonier vs. Imavov pokonał po dwóch minutach przez techniczny nokaut Dustina Jacoby'ego. Dla Reyesa była to pierwsza wygrana walka po niemal pięciu latach.
Pół roku później na gali UFC 310 zmierzył się z byłym pretendentem do pasa mistrzowskiego, Anthonym Smithem. W pojedynku wieńczącym kartę wstępną gali pokonał rywala przez techniczny nokaut w drugiej rundzie.
12 kwietnia 2025 podczas gali UFC 314 skrzyżował rękawice z Ukraińcem walczącym pod rosyjską flagą, Nikitą Kryłowem. W pierwszej rundzie znokautował ciosem lewym krzyżowym faworyzowanego rywala. 

## Życie prywatne
Reyes był nazywany „Dewastatorem” ze względu na swoje kopnięcia. Jest fanem drużyn Los Angeles Lakers i Los Angeles Dodgers. Lubi jeździć na snowboardzie, wakeboardingu, rowerach górskich i terenowych oraz oglądać programy dokumentalne w telewizji. Ma starszego brata, Alexa Reyesa, który startował w kategorii lekkiej w Ultimate Fighting Championship.

## Osiągnięcia

### Mieszane sztuki walki
- Ultimate Fighting Championship
  - Bonus za występ wieczoru (dwa razy) vs. Joachim Christensen, Chris Weidman
  - Bonus za walkę wieczoru (raz) vs. Jiří Procházka

## Lista zawodowych walk w MMA
| Wynik     | Bilans | Przeciwnik (bilans przed   | Rozstrzygnięcie                  | Runda | Czas | Rozgrywki                             | Data       | Miejsce       | Uwagi                                                          |
| --------- | ------ | -------------------------- | -------------------------------- | ----- | ---- | ------------------------------------- | ---------- | ------------- | -------------------------------------------------------------- |
| Wygrana   | 15-4   | Nikita Kryłow (30-9)       | KO (lewy krzyżowy)               | 1     | 2:24 | UFC 314                               | 12.04.2025 | Miami         |                                                                |
| Wygrana   | 14-4   | Anthony Smith (38-20)      | TKO (ciosy pięściami w parterze) | 2     | 4:46 | UFC 310                               | 07.12.2024 | Las Vegas     |                                                                |
| Wygrana   | 13-4   | Dustin Jacoby (19-8-1)     | TKO (ciosy pięściami i kolana)   | 1     | 2:00 | UFC Fight Night: Cannonier vs. Imavov | 08.06.2024 | Louisville    |                                                                |
| Przegrana | 12-4   | Ryan Spann (20-7)          | KO (cios pięścią)                | 1     | 1:20 | UFC 281                               | 12.11.2022 | Nowy Jork     | Limit umowny do 93,7 kg. Spann nie wykonał wagi.               |
| Przegrana | 12-3   | Jiří Procházka (27-3-1)    | KO (obrotowy łokieć)             | 2     | 4:29 | UFC on ESPN: Reyes vs. Procházka      | 01.05.2021 | Las Vegas     | Bonus za walkę wieczoru. Main Event                            |
| Przegrana | 12-2   | Jan Błachowicz (26-8)      | TKO (ciosy pięściami)            | 2     | 4:36 | UFC 253                               | 27.09.2020 | Abu Zabi      | Walka o pas mistrzowski UFC w wadze półciężkiej. Co-Main Event |
| Przegrana | 12-1   | Jon Jones (25-1)           | Decyzja (jednogłośna)            | 5     | 5:00 | UFC 247                               | 08.02.2020 | Houston       | Walka o pas mistrzowski UFC w wadze półciężkiej. Main Event    |
| Wygrana   | 12-0   | Chris Weidman (14-4)       | TKO (ciosy w parterze)           | 1     | 1:43 | UFC on ESPN: Reyes vs. Weidman        | 18.10.2019 | Boston        | Main Event                                                     |
| Wygrana   | 11-0   | Volkan Oezdemir (15-3)     | Decyzja (niejednogłośna)         | 3     | 5:00 | UFC Fight Night: Till vs. Masvidal    | 16.03.2019 | Londyn        | Bonus za występ wieczoru.                                      |
| Wygrana   | 10-0   | Ovince St. Preux (23-11)   | Decyzja (jednogłośna)            | 3     | 5:00 | UFC 229                               | 06.10.2018 | Las Vegas     |                                                                |
| Wygrana   | 9-0    | Jared Cannonier (10-3)     | TKO (ciosy pięściami)            | 1     | 2:55 | UFC Fight Night: Maia vs. Usman       | 19.05.2018 | Santiago      |                                                                |
| Wygrana   | 8-0    | Jeremy Kimball (15-6)      | Poddanie (duszenie zza pleców)   | 1     | 3:39 | UFC 218                               | 02.12.2017 | Detroit       |                                                                |
| Wygrana   | 7-0    | Joachim Christensen (14-5) | TKO (ciosy w parterze)           | 1     | 0:29 | UFC Fight Night: Chiesa vs. Lee       | 25.06.2017 | Oklahoma City | Debiut w UFC. Bonus za występ wieczoru                         |
| Wygrana   | 6-0    | Jordan Powell (8-6)        | KO (kopnięcie na głowę)          | 1     | 0:53 | LFA 13: Millender vs. Holland         | 02.06.2017 | Burbank       |                                                                |
| Wygrana   | 5-0    | Marcus Govan (4-0)         | KO (kopnięcie na głowę)          | 1     | 0:27 | Hossier Fight Club 32                 | 11.02.2017 | Michigan City | Co-Main Event                                                  |
| Wygrana   | 4-0    | Tyler Smith (1-0)          | TKO (ciosy pięściami)            | 1     | 1:35 | KOTC - Martial Law                    | 18.09.2016 | Ontario       |                                                                |
| Wygrana   | 3-0    | Kelly Gray (4-3)           | Decyzja (jednogłośna)            | 3     | 5:00 | KOTC - Sinister Intentions            | 17.10.2015 | Las Vegas     |                                                                |
| Wygrana   | 2-0    | Jessie Glass (0-3)         | Poddanie (duszenie gilotynowe)   | 1     | 0:55 | Gladiator Challenge: Carnage          | 03.04.2015 | Rancho Mirage |                                                                |
| Wygrana   | 1-0    | Jose Rivas Jr. (1-1)       | TKO (ciosy pięściami)            | 1     | 3:23 | KOTC - Fisticuffs                     | 04.12.2014 | Highland      | Debiut w wadze półciężkiej.                                    |